# Quản lý đới bờ biển
Quản lý đới bờ biển hoặc quản lý vùng bờ biển (CZM) chủ yếu có “chức năng sản xuất” nhằm kết hợp các yếu tố đầu vào như lao động, tài nguyên thiên nhiên, vốn và thời gian để tạo ra các sản phẩm mong đợi như bãi biển cho nghỉ dưỡng công cộng, tiện nghi hàng hải, chất lượng nước đảm bảo, các vụ cá hàng năm, bảo tồn biển, giảm tổn thất do dâng cao mực biển hoặc các tác động tiềm tàng của biến đổi khí hậu .
Quản lý tổng hợp (QLTH, IM) ở cấp tác nghiệp đề cập đến sự phối hợp của tất cả các bên có trách nhiệm về các nhiệm vụ cần thiết để hoạch định và thực thi các hoạt động, chẳng hạn hoạt động quản lý đới bờ biển, bao gồm việc nắm giữ và phân bổ các nguồn lực mà các bên phụ thuộc . QLTH là một quá trình liên tục qua đó các quyết định được đưa ra nhằm bảo vệ, phát triển và sử dụng bền vững các khu vực và nguồn lực. QLTH thừa nhận mối quan hệ tồn tại giữa các hoạt động sử dụng khác nhau và tác động tiềm năng tới môi trường. Nó được thiết kế để vượt qua sự rạn vỡ vốn có khi tiếp cận quản lý theo ngành, phân tích các khía cạnh phát triển, mâu thuẫn sử dụng, thúc đẩy sự liên kết và hài hoà giữa các hoạt động khác nhau.
Quản lý tổng hợp đới bờ biển (QLTHĐBB, ICZM) là một chương trình tạo dựng nhằm quản lý tài nguyên và bảo vệ môi trường đới bờ biển, có sự tham gia liên kết của tất cả các ngành kinh tế bị tác động, các cơ quan chính phủ và các tổ chức phi chính phủ . QLTHĐBB là mẫu hình mới nhất về quản lý các đới bờ biển, liên kết hoạt động đối tác, tập hợp các bên có quyền lợi, là một quá trình phối hợp và các hoạt động không trùng lặp. Nó bao gồm việc đánh giá toàn diện, đặt ra các mục tiêu, quy hoạch và quản lý hệ thống vùng bờ và tài nguyên, có xét đến các đặc điểm lịch sử, văn hoá và truyền thống, mâu thuẫn lợi ích và sử dụng; đó là một quá trình liên tục và tiến hoá nhằm đạt tới sự phát triển bền vững . QLTHĐBB là một quá trình động và liên tục, nhờ đó các quyết định được đưa ra nhằm sử dụng, phát triển bền vững và bảo vệ môi trường, tài nguyên bờ và biển .
Theo Cộng đồng châu Âu (1999), QLTHĐBB là một quá trình động, đa năng và lặp lại nhằm phát triển quản lý bền vững đới bờ biển. Nó gồm một số chu kỳ lặp lại, mà một chu kỳ đầy đủ  bắt đầu từ thu thập thông tin, lập quy hoạch (theo nghĩa rộng nhất), ra quyết định, quản lý và giám sát thực hiện và kết thúc bằng đánh giá thực hiện. QLTHVBB có sự tham gia và hợp tác được đồng thuận của tất cả các bên có lợi ích để đạt được các mục tiêu xã hội ở một đới bờ biển xác định và thực thi các hành động nhằm hướng tới các mục đích này.
Về lâu dài, QLTHĐBB tiến tới sự cân bằng về các mục tiêu môi trường, kinh tế, xã hội, văn  hoá và nghỉ dưỡng, nằm trong  phạm vi của quá trình tự nhiên. “Tổng hợp” ở đây mang nghĩa tổng hợp các mục tiêu và lợi ích, tổng hợp các cách thức cần thiết để đạt mục tiêu; tổng hợp mọi lĩnh vực chính sách và mọi ngành liên quan; tổng hợp về không gian, gồm cả các phần biển và đất liền của vùng quản lý. Nói ngắn gọn nhất: “Tổng hợp” mang nghĩa hòa nhập (integration), đa ngành (multi- sector), đa mục tiêu  (multi-purpose) và đa lợi ích (multi-benefits).

## Tổng quát về đới bờ
Đới bờ là vùng không gian tương tác giữa biển và đất liền. Đới bờ biến đổi theo từng loại, đặc điểm và cường độ các quá trình địa chất xảy ra dọc chúng. Chúng có thể biến đổi nhanh và mạnh dưới sự tượng tác của đất liền và biển, hoặc chúng có thể tương đối ổn định.
Theo Chương trình Tương tác Đại dương – Lục địa ở đới bờ (LOICZ), ở quy mô toàn cầu,  đới bờ biển: “trải rộng từ đồng bằng ven biển tới mép thềm lục địa, được xem là vùng ngập chìm và phơi cạn luân đổi trong các kỳ dao động mực biển vào thời kỳ Đệ tứ muộn” 
Về phương diện quản lý, đới bờ biển bao gồm vùng nước ven bờ (gồm cả các phần đất nổi trên và nằm dưới) và vùng đất ven biển (gồm cả nước mặt và nước ngầm) tương tác mạnh mẽ với nhau; gồm cả một số đơn vị hành chính ven biển, các đảo, các khu chuyển tiếp, vùng triều, bãi lầy mặn, đất ngập nước và bãi biển 
Ở Việt Nam, giới hạn phía biển của đới thường được chọn ở khoảng độ sâu 30 - 50m nước tùy vùng và giới hạn phía lục địa được  lấy theo  địa giới hành chính các huyện ven biển 

### Thuộc tính của đới bờ
- Tính tương tác (nội – ngoại sinh)
- Tính phân dị (ngang dọc): tạo ra các đới dọc bờ và ngang bờ khác nhau về sinh thái môi trường.
- Tính động: Biến động theo chu kì khác nhau.
- Tính nhạy cảm: Rất dễ bị thay đổi dưới tác động từ bên ngoài
- Giàu tài nguyên và các tiềm năng phát triển đa ngành
- Tập trung sôi động các hoạt động phát triển
- Nơi chứa thải: Từ lưu vực sông đổ ra, từ biển đưa vào

### Tầm quan trọng của đới bờ
- Cung cấp không gian sống cho các loài, trong đó có con người.
- Là nơi sinh cư tự nhiên, nơi giàu thức ăn, nơi ương nuôi ấu trùng và các bãi sinh sản cũng như môi trường sống lý tưởng không chỉ cho các loài sinh vật ưa sống ở vùng bờ, mà còn cho các loài sống xa bờ.
- Cung cấp thực phẩm, hàng hóa, nguyên nhiên liệu và các dịch vụ cho con người nói chung và cho cộng đồng ven biển nói riêng.
- Điều hòa môi trường, bồi tích sông, dòng dinh dưỡng từ lục địa đưa ra, chất gây ô nhiễm nguồn đất liền, cũng như điều hòa thời tiết, khí hậu.
- Các hệ sinh thái bờ có thể giảm thiểu tác động của năng lượng sóng đến bờ biển (kể cả sóng thần) và bảo vệ bờ biển khỏi bị xói lở.
- Nơi giàu có và sản xuất ra các chất dinh dưỡng cần cho nhiều loài sinh vật và duy trì cơ sở đa dạng sinh học cao cho phát triển thủy sản bền vững và sinh kế cho cộng đồng địa phương ven biển (khoảng 80% tiền thu được từ thủy sản).

### Tài nguyên đới bờ
Tài nguyên bờ thuộc hai nhóm chính: tài nguyên sinh vật (đa dạng sinh học, các hệ sinh thái, tiềm năng bảo tồn, nguồn lợi thủy sản mặn-lợ, tiềm năng nuôi trồng thủy sản) và phi sinh vật (dầu khí, sa khoáng ven biển, vật liệu xây dựng, tiềm năng phát triển du lịch, tiềm năng phát triển cảng-hàng hải), tiềm năng vị thế,...
Theo mức độ tái tạo người ta chia ra: tài nguyên tái tạo (lượng sử dụng sẽ tự phục hồi lại sau một đơn vị thời gian như nguồn lợi sinh vật, các hệ sinh thái...) và không tái tạo (dùng bao nhiêu hết bấy nhiêu như dầu khí, khoáng sản khác...).
Các hệ sinh thái ven biển và ven bờ được xem là yếu tố đầu vào để phát triển bền vững một số ngành  kinh tế dựa vào hệ sinh thái.
Bảo toàn chức năng tự nhiên của hệ chính là giữ được nguồn vốn sinh thái cho phát triển bền vững các ngành kinh tế trên nói riêng và vùng bờ nói chung.

## Quản lý tổng hợp đới bờ

### Vì sao phải quản lý tổng hợp đới bờ

#### Phát triển đa ngành ở vùng bờ
Với những điều kiện thuận lợi về tài nguyên, hệ sinh thái,… đới bờ trở thành nơi tập trung dân cư, phát triển kinh tế, khai thác nguồn lợi từ nó để phục vụ cho đời sống con người.
Phát triển đa ngành đới bờ trở thành một vấn đề quan trọng trong chính sách của các quốc gia có đường bờ biển. Bao gồm:
- Nuôi trồng thủy sản ven biển
- Nông nghiệp ven biển
- Lâm nghiệp
- Khai thác và chế biến khoáng sản (sa khoáng, dầu khí, kim loại,…)
- Đánh bắt thủy hải sản
- Phát triển công nghiệp ven biển
- Giao thông vận tải
- Cảng và hàng hải
- Định cư/khai hoang lấn biển
- Du lịch ven biển
- Đô thị hoá và xả chất thải (rắn, lỏng, khí)
- Bảo tồn và bảo vệ
- Khoa học và giáo dục
- An ninh quốc phòng

#### Sức ép từ phát triển đa ngành
Một khi con người đã chấp nhận sự phát triển đa ngành nghĩa là chúng ta chấp nhận những tác động của nó đến môi trường xung quanh. Đó là:
- Tàn phá các hệ sinh thái vùng bờ
- Phá huỷ nơi sinh cư vùng bờ
- Cạn kiệt các nguồn lợi đới bờ (thủy sản, khoáng sản,…)
- Sự cố môi trường (tràn dầu, thủy triều đỏ,…)
- Suy thoái môi trường
- Thiên tai (bão lũ, ngập lụt ven biển, xói lở bờ, mực nước biển dâng…)

Từ đó có thể thấy rằng, để giảm thiểu các tác động tiêu cực đến đới bờ cũng như đạt được mục tiêu phát triển bền vững, ICZM là một vấn đề bức thiết và quan trọng.

### Khái niệm phát triển bền vững
Khái niệm này được đưa ra trong báo cáo năm 1987 của Uỷ ban Phát triển và Môi trường Thế giới.
Sự bền vững hay phát triển bền vững"việc đáp ứng các nhu cầu và lợi ích của hiện tại mà không ảnh hưởng đến nhu cầu và lợi ích của thế hệ tương lai".
Ba ý quan trọng của sự phát triển bền vững:
- Phát triển kinh tế, nâng cao chất lượng cuộc sống
- Phát triển gắn liền với bảo vệ môi trường
- Phát triển đa dạng.

Để đơn giản hoá, bền vững được hiểu là cách con người sống khoẻ và hữu ích, từ đó cho phép cân bằng giữa lợi ích của tất cả mọi người và việc bảo vệ môi trường thông qua sử dụng hợp lý.

### Mục tiêu của quản lý tổng hợp đới bờ
ICZM muốn thành công phải  tuân theo và hành động dựa trên nguyên tắc bền vững.
Mục tiêu của ICZM:
- Duy trì chức năng của hệ thống nguồn tài nguyên bờ biển.
- Giảm thiểu các xung đột về sử dụng tài nguyên
- Duy trì sức khoẻ môi trường (giảm thiểu ô nhiễm môi trường)
- Tạo điều kiện phát triển đa ngành.
- Cải thiện sinh kế, góp phần xoá đói giảm nghèo cho các cộng đồng ven biển và trên các hải đảo ven bờ
- Giảm nguy cơ đe doạ vùng bờ do thiên tai và các tác hại của các phương án phát triển trong tương lai

### Đặc điểm của quản lý tổng hợp đới bờ
Có tính liên tục, gồm nhiều chu kì và có thể điều chỉnh.
Ranh giới xác định gồm cả hai phần: Phần biển và đất liền.
Có một thiết chế tổ chức với tư cách là một tổ chức độc lập hoặc một mạng lưới của các tổ chức.
Tổng hợp các dự báo, bao gồm cả dự báo thực tại và tiềm tàng, các dự báo trong vùng bờ và ngoài vùng bờ.
Duy trì và tôn trọng văn hoá truyền thống, tâm linh và những kiến thức bản địa.
Thu hút cộng đồng địa phương và xem xét tính nhạy cảm.

### Khía cạnh "tổng hợp" trong quản lý tổng hợp đới bờ
Khái niệm này được đưa ra nhằm đánh giá đúng mục đích của công tác quản lý tổng hợp đới bờ.
Nó bao gồm:
Thống nhất giữa các ngành: Trong phạm vi đới bờ có nhiều ngành khác nhau cùng hoạt động. Các hoạt động của con ngườn chủ yếu là các hoạt động kinh tế như du lịch, đánh bắt/nuôi truồng thủy hải sản và cảng biển. Ý nghĩa của sự hợp tác, chung sức giữa các ngành là yêu cầu chính cho sự thống nhất giữa các ngành trong phạm vi ICZM nhằm thực hiện mục tiêu phát triển bền vững hiểu rõ giá trị của các yếu tồ khác trong khu vực.
Tổng hợp giữa các yếu tố đất – nước trong đới bờ: Ở đây nghĩa là hiểu rõ đặc điểm tự nhiên của môi trường, môi trường đới bờ là mối quan hệ động lực giữa các quá trình phụ thuộc lẫn nhau. Do đó, cần liên hệ giữa sự thay đổi của hệ thống và các đặc điểm của nó với các tác động sẽ xảy ra.
Thống nhất giữa các cấp chính quyền: Giữa các cấp chính quyền, tính nhất quán và sự hợp tác là cần thiết thông qua việc lên kế hoạch và chính sách. Mục tiêu và hành động chung làm tăng tính hiệu quả và giảm thiểu sai sót, nhầm lẫn.
Thống nhất giữa các quốc gia: Có thể thấy ICZM là một công cụ quan trọng trên phạm vi toàn cầu. Nếu giữa các quốc gia có niềm tin và mục tiêu chung thì vấn đề phạm vi quá lớn có thể được giảm thiểu hoặc han chế.
Phối hợp chính sách giữa nhà nước và nhân dân, và nếu có điều kiện tiến hành cơ chế đồng quản lý (nhà nước và nhân dân cùng làm).
Tổng hợp các nguồn lực hiện có để quản lý, nghĩa là nguồn nhân lực, tài chính, vật chất, thiết bị.

### Quy trình thực hiện

#### Chuẩn bị
- Cơ chế quản lý dự án
- Kế nhoạch và ngân sách
- Chuẩn bị nhân lực, tài chính
- Tư vấn các bên liên quan
- Đào tạo nhân viên
- Chương trình giám sát dự án

#### Khởi động
- Hồ sơ vùng bờ
- Đánh giá rủi ro lần một
- Xác định vấn đề và lựa chọn ưu tiên
- Tạo lập sự tham gia của các bên liên quan
- Tuyên truyền
- Chiến lược quản lý tổng hợp đới bờ
- Hệ thống thông tin tổng hợp

#### Xây dựng
- Thu thập dữ liệu
- Đánh giá rủi ro lần hai
- Chiến lược môi trường
- Kế hoạch hành động
- Sắp xếp thể chế
- Tài chính/Đầu tư
- Quan trắc môi trường
- Tham gia của các bên liên quan

#### Thông qua
- Cơ chế tổ chức và pháp luật
- Chiến lược và kế hoạch hành động
- Cơ chế tài chính

#### Thực hiện
- Cơ chế điều phối và quản lý kếhh hoạch Quản lý tổng hợp đới bờ
- Cơ chế giám sát kế hoạch hành động
- Kế hoạc triển khai

#### Chọn lọc và củng cố
- Tiếp tục giám sát và đánh giá kết quả thực hiện kế hoạch hành động
- Sửa đổi chiến lược/kế hoạch hành động
- Lập kế hoạch Quản lý tổng hợp đới bờ cho chu trình tiếp theo

### Công cụ áp dụng
- Đánh giá nhanh môi trường Chuẩn bị hồ sơ môi trường vùng bờ
- Hệ thống quản lý dữ liệu
- Ứng dụng GIS và viễn thám
- Đánh giá tác động môi trường chiến lược/tổng thể và đánh giá rủi ro môi trường.
- Chuẩn bị chiến lược quản lý môi trường và kế hoạch hành động quản lý tổng hợp đới bờ
- Phân vùng chức năng
- Phân tích kinh tế môi trường
- Tạo nguồn tài chính bền vững
- Kiểm toán và hạch toán tài nguyên môi trường
- Truyền thông môi trường
- Lôi cuốn sự tham gia của các bên liên quan
- Giám sát môi trường tổng thể